# Анетан
Анетан — округ у тихоокеанській країні Науру.     

## Географія
Розташований на півночі острова, займає площу 1   км² і має населення 587 (2011). 

## Помітні люди
- Маркус Стівен, президент Науру у 2007-2011 роках, а з 2003 року представляв Анетан і Єву у парламенті Науру.